# Gonzaga-Nevers

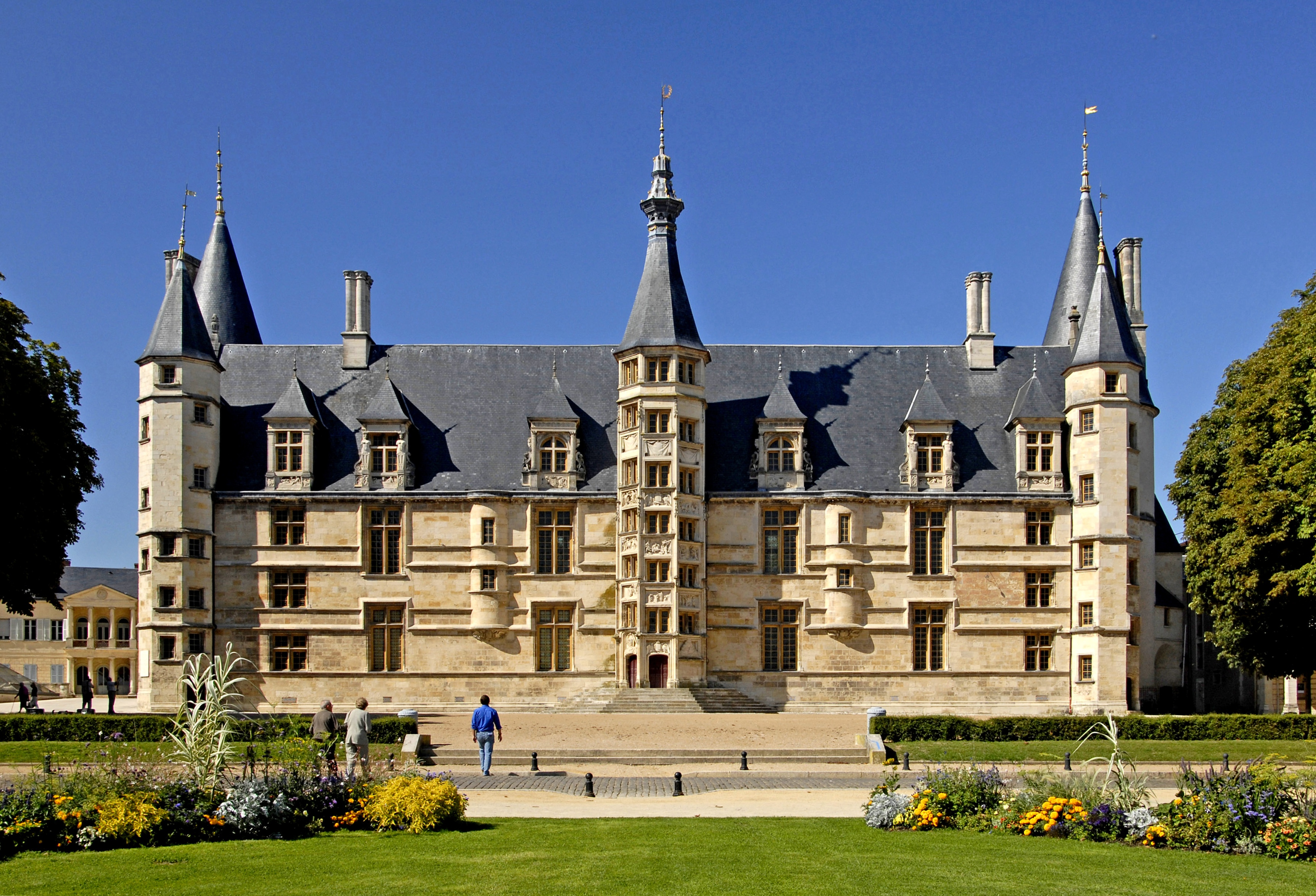
Nevers, palácio ducal

Gonzaga-Nevers era a linha dinástica colateral da Casa de Gonzaga, iniciada em França por Luís Gonzaga, terceiro filho de Frederico II Gonzaga, Duque de Mântua que casou, em 1565, com Henriqueta de Nevers, tornando-se Duque de Nevers e de Rethel e prosseguindo com Carlos I (Paris, 1580 – Mântua, 1637), filho de Luís e de Henriqueta.

## História
Luis Gonzaga nasceu em Mântua em 1539 e, como terceiro varão do Duque reinante, teria poucas probabilidades em herdar o trono ducal.
Assim, com 10 anos de idade, foi enviado para Paris como herdeiro do património de sua avó, Ana de Alençon, viúva do marquês Guilherme IX de Monferrato e, como súbdito do rei Henrique II de França, ingressou no exército francês.
Em 4 de março de 1565, depois de se ter naturalizado francês e de ter alterado o seu nome de Luigi para Louis, casou com Henriqueta de Cléves, herdeira dos Ducados de Nevers e de Rethel, títulos que, desde então, passou a usar.
É à descendência deste casal (detalhada na árvore genealógica abaixo) que se designa como o ramo dos Gonzaga-Nervers, da Casa de Gonzaga.
O filho mais velho de Luís e Henriqueta, Carlos Gonzaga, que veio a usar os título honorários franceses de Duque de Nevers, Duque de Rethel, Duque de Mayenne e Príncipe de Arches, acabou por herdar os títulos soberanos italianos de Duque de Mântua e Duque de Monferrato, quando o ramo principal dos Gonzaga se extinguiu em 1627, não sem antes ter que impôr os seus direitos na Guerra da Sucessão de Mântua. 
Contudo, o ramo dos Gonzaga-Nevers acabou também por se extinguir quando o duque Fernando Carlos I, Duque de Mântua e Monferrato (também designado como Carlos III), trineto de Luís, o fundador deste ramo, morreu sem descendência legítima.

### Duques Soberanos em Mântua e Monferrato (1627-1708)
| Governo (de - a ) | Nome                           | (nascimento-morte) |
| 1627-1637         | Carlos I de Mântua             | (1580-1637)        |
| 1637-1665         | Carlos II de Mântua            | (1629-1665)        |
| 1665-1708         | Fernando Carlos I (Carlos III) | (1652-1708)        |

Esta linha extingu-se com a morte de Fernando Carlos I, Duque de Mântua e Monferrato, em 1708, sendo o Ducado de Mântua incorporado no Ducado de Milão, uma possessão dos Habsburgos Austríacos, e o Ducado de Monferrato anexado pela Casa de Saboia.
Quanto ao património francês desta família, o pai de Fernando Carlos, Carlos II de Mântua, tinha já cedido ao Cardeal Mazarino os Ducados de Nevers e de Rethel.

## Arvore Genealógica
O ramo dos Gonzaga-Nevers (o ramo francês dos Gonzaga) descende de Luís Gonzaga, Duque de Nevers, extinguindo-se, em 1708, com a morte sem descendência de Fernando Carlos I Gonzaga, o último duque de Mântua e de Monferrato.
|  |  | Margarida Paleóloga (Margherita Paleologa) [1510-1566] Marquesa de Monferrato                           | Margarida Paleóloga (Margherita Paleologa) [1510-1566] Marquesa de Monferrato                           | Margarida Paleóloga (Margherita Paleologa) [1510-1566] Marquesa de Monferrato                           | Margarida Paleóloga (Margherita Paleologa) [1510-1566] Marquesa de Monferrato                           | Margarida Paleóloga (Margherita Paleologa) [1510-1566] Marquesa de Monferrato                           | Margarida Paleóloga (Margherita Paleologa) [1510-1566] Marquesa de Monferrato                           |                                                                 |                                                                 | Frederico II Gonzaga (Federico Gonzaga) [1500-1540] Marquês 1519 e 1º Duque de Mântua 1530                      | Frederico II Gonzaga (Federico Gonzaga) [1500-1540] Marquês 1519 e 1º Duque de Mântua 1530                      | Frederico II Gonzaga (Federico Gonzaga) [1500-1540] Marquês 1519 e 1º Duque de Mântua 1530                      | Frederico II Gonzaga (Federico Gonzaga) [1500-1540] Marquês 1519 e 1º Duque de Mântua 1530                      | Frederico II Gonzaga (Federico Gonzaga) [1500-1540] Marquês 1519 e 1º Duque de Mântua 1530                      | Frederico II Gonzaga (Federico Gonzaga) [1500-1540] Marquês 1519 e 1º Duque de Mântua 1530                      |                                                                                |                                                                                |                                                                                |                                                                                |                                                                   |                                                                   |                                                                                      |                                                                                      |                                                                                      |                                                                                      |                                                                                       |                                                                                       |                                                                                       |                                                                                       |                                                                                       |                                                                                       |                                                        |                                                        | | | | | | |  |  |  |  |  |  |  |  |  |  |  |  |  |  |  |  |  |  |  |  |  |  |  |  |  |  |  |  |  |  |  |  |  |  |  |  |  |  |  |  |
|  |  | Margarida Paleóloga (Margherita Paleologa) [1510-1566] Marquesa de Monferrato                           | Margarida Paleóloga (Margherita Paleologa) [1510-1566] Marquesa de Monferrato                           | Margarida Paleóloga (Margherita Paleologa) [1510-1566] Marquesa de Monferrato                           | Margarida Paleóloga (Margherita Paleologa) [1510-1566] Marquesa de Monferrato                           | Margarida Paleóloga (Margherita Paleologa) [1510-1566] Marquesa de Monferrato                           | Margarida Paleóloga (Margherita Paleologa) [1510-1566] Marquesa de Monferrato                           |                                                                 |                                                                 | Frederico II Gonzaga (Federico Gonzaga) [1500-1540] Marquês 1519 e 1º Duque de Mântua 1530                      | Frederico II Gonzaga (Federico Gonzaga) [1500-1540] Marquês 1519 e 1º Duque de Mântua 1530                      | Frederico II Gonzaga (Federico Gonzaga) [1500-1540] Marquês 1519 e 1º Duque de Mântua 1530                      | Frederico II Gonzaga (Federico Gonzaga) [1500-1540] Marquês 1519 e 1º Duque de Mântua 1530                      | Frederico II Gonzaga (Federico Gonzaga) [1500-1540] Marquês 1519 e 1º Duque de Mântua 1530                      | Frederico II Gonzaga (Federico Gonzaga) [1500-1540] Marquês 1519 e 1º Duque de Mântua 1530                      |                                                                                |                                                                                |                                                                                |                                                                                |                                                                   |                                                                   |                                                                                      |                                                                                      |                                                                                      |                                                                                      |                                                                                       |                                                                                       |                                                                                       |                                                                                       |                                                                                       |                                                                                       |                                                        |                                                        | | | | | | |  |  |  |  |  |  |  |  |  |  |  |  |  |  |  |  |  |  |  |  |  |  |  |  |  |  |  |  |  |  |  |  |  |  |  |  |  |  |  |  |
|  |  | | | | | | |                                                                 |                                                                 | | | | | | |                                                                                |                                                                                |                                                                                |                                                                                |                                                                   |                                                                   |                                                                                      |                                                                                      |                                                                                      |                                                                                      |                                                                                       |                                                                                       |                                                                                       |                                                                                       |                                                                                       |                                                                                       |                                                        |                                                        | | | | | | |  |  |  |  |  |  |  |  |  |  |  |  |  |  |  |  |  |  |  |  |  |  |  |  |  |  |  |  |  |  |  |  |  |  |  |  |  |  |  |  |
|  |  | | | | | | |                                                                 |                                                                 | | | | | | |                                                                                |                                                                                |                                                                                |                                                                                |                                                                   |                                                                   |                                                                                      |                                                                                      |                                                                                      |                                                                                      |                                                                                       |                                                                                       |                                                                                       |                                                                                       |                                                                                       |                                                                                       |                                                        |                                                        | | | | | | |  |  |  |  |  |  |  |  |  |  |  |  |  |  |  |  |  |  |  |  |  |  |  |  |  |  |  |  |  |  |  |  |  |  |  |  |  |  |  |  |
|  |  | Guilherme I (X) (Guglielmo) [1538-1587] Duque de Mântua 1550 Marquês 1550 e 1º Duque de Monferrato 1574 | Guilherme I (X) (Guglielmo) [1538-1587] Duque de Mântua 1550 Marquês 1550 e 1º Duque de Monferrato 1574 | Guilherme I (X) (Guglielmo) [1538-1587] Duque de Mântua 1550 Marquês 1550 e 1º Duque de Monferrato 1574 | Guilherme I (X) (Guglielmo) [1538-1587] Duque de Mântua 1550 Marquês 1550 e 1º Duque de Monferrato 1574 | Guilherme I (X) (Guglielmo) [1538-1587] Duque de Mântua 1550 Marquês 1550 e 1º Duque de Monferrato 1574 | Guilherme I (X) (Guglielmo) [1538-1587] Duque de Mântua 1550 Marquês 1550 e 1º Duque de Monferrato 1574 |                                                                 |                                                                 | Luís Gonzaga (Luigi Gonzaga/Louis Gonzague) [1539-1595] Duque de Nevers 1581                                    | Luís Gonzaga (Luigi Gonzaga/Louis Gonzague) [1539-1595] Duque de Nevers 1581                                    | Luís Gonzaga (Luigi Gonzaga/Louis Gonzague) [1539-1595] Duque de Nevers 1581                                    | Luís Gonzaga (Luigi Gonzaga/Louis Gonzague) [1539-1595] Duque de Nevers 1581                                    | Luís Gonzaga (Luigi Gonzaga/Louis Gonzague) [1539-1595] Duque de Nevers 1581                                    | Luís Gonzaga (Luigi Gonzaga/Louis Gonzague) [1539-1595] Duque de Nevers 1581                                    |                                                                                |                                                                                | Henriqueta de Nevers (Henriette de Nevers) [1542-1601]                         | Henriqueta de Nevers (Henriette de Nevers) [1542-1601]                         | Henriqueta de Nevers (Henriette de Nevers) [1542-1601]            | Henriqueta de Nevers (Henriette de Nevers) [1542-1601]            | Henriqueta de Nevers (Henriette de Nevers) [1542-1601]                               | Henriqueta de Nevers (Henriette de Nevers) [1542-1601]                               |                                                                                      |                                                                                      |                                                                                       |                                                                                       |                                                                                       |                                                                                       |                                                                                       |                                                                                       |                                                        |                                                        | | | | | | |  |  |  |  |  |  |  |  |  |  |  |  |  |  |  |  |  |  |  |  |  |  |  |  |  |  |  |  |  |  |  |  |  |  |  |  |  |  |  |  |
|  |  | Guilherme I (X) (Guglielmo) [1538-1587] Duque de Mântua 1550 Marquês 1550 e 1º Duque de Monferrato 1574 | Guilherme I (X) (Guglielmo) [1538-1587] Duque de Mântua 1550 Marquês 1550 e 1º Duque de Monferrato 1574 | Guilherme I (X) (Guglielmo) [1538-1587] Duque de Mântua 1550 Marquês 1550 e 1º Duque de Monferrato 1574 | Guilherme I (X) (Guglielmo) [1538-1587] Duque de Mântua 1550 Marquês 1550 e 1º Duque de Monferrato 1574 | Guilherme I (X) (Guglielmo) [1538-1587] Duque de Mântua 1550 Marquês 1550 e 1º Duque de Monferrato 1574 | Guilherme I (X) (Guglielmo) [1538-1587] Duque de Mântua 1550 Marquês 1550 e 1º Duque de Monferrato 1574 |                                                                 |                                                                 | Luís Gonzaga (Luigi Gonzaga/Louis Gonzague) [1539-1595] Duque de Nevers 1581                                    | Luís Gonzaga (Luigi Gonzaga/Louis Gonzague) [1539-1595] Duque de Nevers 1581                                    | Luís Gonzaga (Luigi Gonzaga/Louis Gonzague) [1539-1595] Duque de Nevers 1581                                    | Luís Gonzaga (Luigi Gonzaga/Louis Gonzague) [1539-1595] Duque de Nevers 1581                                    | Luís Gonzaga (Luigi Gonzaga/Louis Gonzague) [1539-1595] Duque de Nevers 1581                                    | Luís Gonzaga (Luigi Gonzaga/Louis Gonzague) [1539-1595] Duque de Nevers 1581                                    |                                                                                |                                                                                | Henriqueta de Nevers (Henriette de Nevers) [1542-1601]                         | Henriqueta de Nevers (Henriette de Nevers) [1542-1601]                         | Henriqueta de Nevers (Henriette de Nevers) [1542-1601]            | Henriqueta de Nevers (Henriette de Nevers) [1542-1601]            | Henriqueta de Nevers (Henriette de Nevers) [1542-1601]                               | Henriqueta de Nevers (Henriette de Nevers) [1542-1601]                               |                                                                                      |                                                                                      |                                                                                       |                                                                                       |                                                                                       |                                                                                       |                                                                                       |                                                                                       |                                                        |                                                        | | | | | | |  |  |  |  |  |  |  |  |  |  |  |  |  |  |  |  |  |  |  |  |  |  |  |  |  |  |  |  |  |  |  |  |  |  |  |  |  |  |  |  |
|  |  | | | | | | |                                                                 |                                                                 | | | | | | |                                                                                |                                                                                |                                                                                |                                                                                |                                                                   |                                                                   |                                                                                      |                                                                                      |                                                                                      |                                                                                      |                                                                                       |                                                                                       |                                                                                       |                                                                                       |                                                                                       |                                                                                       |                                                        |                                                        | | | | | | |  |  |  |  |  |  |  |  |  |  |  |  |  |  |  |  |  |  |  |  |  |  |  |  |  |  |  |  |  |  |  |  |  |  |  |  |  |  |  |  |
|  |  | | | | | | |                                                                 |                                                                 | | | | | Carlos I (Charles/Carlo) [1580-1637] Duque de Nevers 1595 Duque de M.& M. 1627                                  | Carlos I (Charles/Carlo) [1580-1637] Duque de Nevers 1595 Duque de M.& M. 1627                                  | Carlos I (Charles/Carlo) [1580-1637] Duque de Nevers 1595 Duque de M.& M. 1627 | Carlos I (Charles/Carlo) [1580-1637] Duque de Nevers 1595 Duque de M.& M. 1627 | Carlos I (Charles/Carlo) [1580-1637] Duque de Nevers 1595 Duque de M.& M. 1627 | Carlos I (Charles/Carlo) [1580-1637] Duque de Nevers 1595 Duque de M.& M. 1627 |                                                                   |                                                                   | Catarina de Mayenne (Catherine de Mayenne) [1585-1618] herdeira do Ducado de Mayenne | Catarina de Mayenne (Catherine de Mayenne) [1585-1618] herdeira do Ducado de Mayenne | Catarina de Mayenne (Catherine de Mayenne) [1585-1618] herdeira do Ducado de Mayenne | Catarina de Mayenne (Catherine de Mayenne) [1585-1618] herdeira do Ducado de Mayenne | Catarina de Mayenne (Catherine de Mayenne) [1585-1618] herdeira do Ducado de Mayenne  | Catarina de Mayenne (Catherine de Mayenne) [1585-1618] herdeira do Ducado de Mayenne  |                                                                                       |                                                                                       |                                                                                       |                                                                                       |                                                        |                                                        | | | | | | |  |  |  |  |  |  |  |  |  |  |  |  |  |  |  |  |  |  |  |  |  |  |  |  |  |  |  |  |  |  |  |  |  |  |  |  |  |  |  |  |
|  |  | | | | | | |                                                                 |                                                                 | | | | | Carlos I (Charles/Carlo) [1580-1637] Duque de Nevers 1595 Duque de M.& M. 1627                                  | Carlos I (Charles/Carlo) [1580-1637] Duque de Nevers 1595 Duque de M.& M. 1627                                  | Carlos I (Charles/Carlo) [1580-1637] Duque de Nevers 1595 Duque de M.& M. 1627 | Carlos I (Charles/Carlo) [1580-1637] Duque de Nevers 1595 Duque de M.& M. 1627 | Carlos I (Charles/Carlo) [1580-1637] Duque de Nevers 1595 Duque de M.& M. 1627 | Carlos I (Charles/Carlo) [1580-1637] Duque de Nevers 1595 Duque de M.& M. 1627 |                                                                   |                                                                   | Catarina de Mayenne (Catherine de Mayenne) [1585-1618] herdeira do Ducado de Mayenne | Catarina de Mayenne (Catherine de Mayenne) [1585-1618] herdeira do Ducado de Mayenne | Catarina de Mayenne (Catherine de Mayenne) [1585-1618] herdeira do Ducado de Mayenne | Catarina de Mayenne (Catherine de Mayenne) [1585-1618] herdeira do Ducado de Mayenne | Catarina de Mayenne (Catherine de Mayenne) [1585-1618] herdeira do Ducado de Mayenne  | Catarina de Mayenne (Catherine de Mayenne) [1585-1618] herdeira do Ducado de Mayenne  |                                                                                       |                                                                                       |                                                                                       |                                                                                       |                                                        |                                                        | | | | | | |  |  |  |  |  |  |  |  |  |  |  |  |  |  |  |  |  |  |  |  |  |  |  |  |  |  |  |  |  |  |  |  |  |  |  |  |  |  |  |  |
|  |  | | | | | | |                                                                 |                                                                 | | | | | | |                                                                                |                                                                                |                                                                                |                                                                                |                                                                   |                                                                   |                                                                                      |                                                                                      |                                                                                      |                                                                                      |                                                                                       |                                                                                       |                                                                                       |                                                                                       |                                                                                       |                                                                                       |                                                        |                                                        | | | | | | |  |  |  |  |  |  |  |  |  |  |  |  |  |  |  |  |  |  |  |  |  |  |  |  |  |  |  |  |  |  |  |  |  |  |  |  |  |  |  |  |
|  |  | | | | | | |                                                                 |                                                                 | | | | | | |                                                                                |                                                                                |                                                                                |                                                                                |                                                                   |                                                                   |                                                                                      |                                                                                      |                                                                                      |                                                                                      |                                                                                       |                                                                                       |                                                                                       |                                                                                       |                                                                                       |                                                                                       |                                                        |                                                        | | | | | | |  |  |  |  |  |  |  |  |  |  |  |  |  |  |  |  |  |  |  |  |  |  |  |  |  |  |  |  |  |  |  |  |  |  |  |  |  |  |  |  |
|  |  | Ramo principal Gonzagas de Mântua (extinto em 1627)                                                     | Ramo principal Gonzagas de Mântua (extinto em 1627)                                                     | Ramo principal Gonzagas de Mântua (extinto em 1627)                                                     | Ramo principal Gonzagas de Mântua (extinto em 1627)                                                     | Ramo principal Gonzagas de Mântua (extinto em 1627)                                                     | Ramo principal Gonzagas de Mântua (extinto em 1627)                                                     |                                                                 |                                                                 | Francisco de Rethel (François) [1606-1622] Duque de Bethel                                                      | Francisco de Rethel (François) [1606-1622] Duque de Bethel                                                      | Francisco de Rethel (François) [1606-1622] Duque de Bethel                                                      | Francisco de Rethel (François) [1606-1622] Duque de Bethel                                                      | Francisco de Rethel (François) [1606-1622] Duque de Bethel                                                      | Francisco de Rethel (François) [1606-1622] Duque de Bethel                                                      |                                                                                |                                                                                | Carlos de Nevers (Charles/Carlo) [1609-1631] c.c. Maria de Mântua              | Carlos de Nevers (Charles/Carlo) [1609-1631] c.c. Maria de Mântua              | Carlos de Nevers (Charles/Carlo) [1609-1631] c.c. Maria de Mântua | Carlos de Nevers (Charles/Carlo) [1609-1631] c.c. Maria de Mântua | Carlos de Nevers (Charles/Carlo) [1609-1631] c.c. Maria de Mântua                    | Carlos de Nevers (Charles/Carlo) [1609-1631] c.c. Maria de Mântua                    |                                                                                      |                                                                                      | Fernando de Mayenne (Ferdinand) [1610-1632] duque de Mayenne                          | Fernando de Mayenne (Ferdinand) [1610-1632] duque de Mayenne                          | Fernando de Mayenne (Ferdinand) [1610-1632] duque de Mayenne                          | Fernando de Mayenne (Ferdinand) [1610-1632] duque de Mayenne                          | Fernando de Mayenne (Ferdinand) [1610-1632] duque de Mayenne                          | Fernando de Mayenne (Ferdinand) [1610-1632] duque de Mayenne                          |                                                        |                                                        | Maria Luísa (Marie Louise/Ludwika Maria) [1611-1667] Rainha da Polónia c.c.(1) Ladislau IV Vasa c.c.(2) João II Casimiro Vasa | Maria Luísa (Marie Louise/Ludwika Maria) [1611-1667] Rainha da Polónia c.c.(1) Ladislau IV Vasa c.c.(2) João II Casimiro Vasa | Maria Luísa (Marie Louise/Ludwika Maria) [1611-1667] Rainha da Polónia c.c.(1) Ladislau IV Vasa c.c.(2) João II Casimiro Vasa | Maria Luísa (Marie Louise/Ludwika Maria) [1611-1667] Rainha da Polónia c.c.(1) Ladislau IV Vasa c.c.(2) João II Casimiro Vasa | Maria Luísa (Marie Louise/Ludwika Maria) [1611-1667] Rainha da Polónia c.c.(1) Ladislau IV Vasa c.c.(2) João II Casimiro Vasa | Maria Luísa (Marie Louise/Ludwika Maria) [1611-1667] Rainha da Polónia c.c.(1) Ladislau IV Vasa c.c.(2) João II Casimiro Vasa |  |  |  |  |  |  |  |  |  |  |  |  |  |  |  |  |  |  |  |  |  |  |  |  |  |  |  |  |  |  |  |  |  |  |  |  |  |  |  |  |
|  |  | Ramo principal Gonzagas de Mântua (extinto em 1627)                                                     | Ramo principal Gonzagas de Mântua (extinto em 1627)                                                     | Ramo principal Gonzagas de Mântua (extinto em 1627)                                                     | Ramo principal Gonzagas de Mântua (extinto em 1627)                                                     | Ramo principal Gonzagas de Mântua (extinto em 1627)                                                     | Ramo principal Gonzagas de Mântua (extinto em 1627)                                                     |                                                                 |                                                                 | Francisco de Rethel (François) [1606-1622] Duque de Bethel                                                      | Francisco de Rethel (François) [1606-1622] Duque de Bethel                                                      | Francisco de Rethel (François) [1606-1622] Duque de Bethel                                                      | Francisco de Rethel (François) [1606-1622] Duque de Bethel                                                      | Francisco de Rethel (François) [1606-1622] Duque de Bethel                                                      | Francisco de Rethel (François) [1606-1622] Duque de Bethel                                                      |                                                                                |                                                                                | Carlos de Nevers (Charles/Carlo) [1609-1631] c.c. Maria de Mântua              | Carlos de Nevers (Charles/Carlo) [1609-1631] c.c. Maria de Mântua              | Carlos de Nevers (Charles/Carlo) [1609-1631] c.c. Maria de Mântua | Carlos de Nevers (Charles/Carlo) [1609-1631] c.c. Maria de Mântua | Carlos de Nevers (Charles/Carlo) [1609-1631] c.c. Maria de Mântua                    | Carlos de Nevers (Charles/Carlo) [1609-1631] c.c. Maria de Mântua                    |                                                                                      |                                                                                      | Fernando de Mayenne (Ferdinand) [1610-1632] duque de Mayenne                          | Fernando de Mayenne (Ferdinand) [1610-1632] duque de Mayenne                          | Fernando de Mayenne (Ferdinand) [1610-1632] duque de Mayenne                          | Fernando de Mayenne (Ferdinand) [1610-1632] duque de Mayenne                          | Fernando de Mayenne (Ferdinand) [1610-1632] duque de Mayenne                          | Fernando de Mayenne (Ferdinand) [1610-1632] duque de Mayenne                          |                                                        |                                                        | Maria Luísa (Marie Louise/Ludwika Maria) [1611-1667] Rainha da Polónia c.c.(1) Ladislau IV Vasa c.c.(2) João II Casimiro Vasa | Maria Luísa (Marie Louise/Ludwika Maria) [1611-1667] Rainha da Polónia c.c.(1) Ladislau IV Vasa c.c.(2) João II Casimiro Vasa | Maria Luísa (Marie Louise/Ludwika Maria) [1611-1667] Rainha da Polónia c.c.(1) Ladislau IV Vasa c.c.(2) João II Casimiro Vasa | Maria Luísa (Marie Louise/Ludwika Maria) [1611-1667] Rainha da Polónia c.c.(1) Ladislau IV Vasa c.c.(2) João II Casimiro Vasa | Maria Luísa (Marie Louise/Ludwika Maria) [1611-1667] Rainha da Polónia c.c.(1) Ladislau IV Vasa c.c.(2) João II Casimiro Vasa | Maria Luísa (Marie Louise/Ludwika Maria) [1611-1667] Rainha da Polónia c.c.(1) Ladislau IV Vasa c.c.(2) João II Casimiro Vasa |  |  |  |  |  |  |  |  |  |  |  |  |  |  |  |  |  |  |  |  |  |  |  |  |  |  |  |  |  |  |  |  |  |  |  |  |  |  |  |  |
|  |  | | | | | | |                                                                 |                                                                 | | | | | | |                                                                                |                                                                                |                                                                                |                                                                                |                                                                   |                                                                   |                                                                                      |                                                                                      |                                                                                      |                                                                                      |                                                                                       |                                                                                       |                                                                                       |                                                                                       |                                                                                       |                                                                                       |                                                        |                                                        | | | | | | |  |  |  |  |  |  |  |  |  |  |  |  |  |  |  |  |  |  |  |  |  |  |  |  |  |  |  |  |  |  |  |  |  |  |  |  |  |  |  |  |
|  |  | | | | | Imperador Fernando III (Ferdinand III von Habsburg) [1608-1657]                                         | Imperador Fernando III (Ferdinand III von Habsburg) [1608-1657]                                         | Imperador Fernando III (Ferdinand III von Habsburg) [1608-1657] | Imperador Fernando III (Ferdinand III von Habsburg) [1608-1657] | Imperador Fernando III (Ferdinand III von Habsburg) [1608-1657]                                                 | Imperador Fernando III (Ferdinand III von Habsburg) [1608-1657]                                                 | | | Leonor (Eleonora) [1630-1686]                                                                                   | Leonor (Eleonora) [1630-1686]                                                                                   | Leonor (Eleonora) [1630-1686]                                                  | Leonor (Eleonora) [1630-1686]                                                  | Leonor (Eleonora) [1630-1686]                                                  | Leonor (Eleonora) [1630-1686]                                                  |                                                                   |                                                                   | Carlos II (Carlo) [1629-1665] Duque de M.& M. 1637 Duque de Nevers 1637              | Carlos II (Carlo) [1629-1665] Duque de M.& M. 1637 Duque de Nevers 1637              | Carlos II (Carlo) [1629-1665] Duque de M.& M. 1637 Duque de Nevers 1637              | Carlos II (Carlo) [1629-1665] Duque de M.& M. 1637 Duque de Nevers 1637              | Carlos II (Carlo) [1629-1665] Duque de M.& M. 1637 Duque de Nevers 1637               | Carlos II (Carlo) [1629-1665] Duque de M.& M. 1637 Duque de Nevers 1637               |                                                                                       |                                                                                       | Isabel Clara de Habsburgo (Isabella Clara) [1629-1685]                                | Isabel Clara de Habsburgo (Isabella Clara) [1629-1685]                                | Isabel Clara de Habsburgo (Isabella Clara) [1629-1685] | Isabel Clara de Habsburgo (Isabella Clara) [1629-1685] | Isabel Clara de Habsburgo (Isabella Clara) [1629-1685]                                                                        | Isabel Clara de Habsburgo (Isabella Clara) [1629-1685]                                                                        | | | | |  |  |  |  |  |  |  |  |  |  |  |  |  |  |  |  |  |  |  |  |  |  |  |  |  |  |  |  |  |  |  |  |  |  |  |  |  |  |  |  |
|  |  | | | | | Imperador Fernando III (Ferdinand III von Habsburg) [1608-1657]                                         | Imperador Fernando III (Ferdinand III von Habsburg) [1608-1657]                                         | Imperador Fernando III (Ferdinand III von Habsburg) [1608-1657] | Imperador Fernando III (Ferdinand III von Habsburg) [1608-1657] | Imperador Fernando III (Ferdinand III von Habsburg) [1608-1657]                                                 | Imperador Fernando III (Ferdinand III von Habsburg) [1608-1657]                                                 | | | Leonor (Eleonora) [1630-1686]                                                                                   | Leonor (Eleonora) [1630-1686]                                                                                   | Leonor (Eleonora) [1630-1686]                                                  | Leonor (Eleonora) [1630-1686]                                                  | Leonor (Eleonora) [1630-1686]                                                  | Leonor (Eleonora) [1630-1686]                                                  |                                                                   |                                                                   | Carlos II (Carlo) [1629-1665] Duque de M.& M. 1637 Duque de Nevers 1637              | Carlos II (Carlo) [1629-1665] Duque de M.& M. 1637 Duque de Nevers 1637              | Carlos II (Carlo) [1629-1665] Duque de M.& M. 1637 Duque de Nevers 1637              | Carlos II (Carlo) [1629-1665] Duque de M.& M. 1637 Duque de Nevers 1637              | Carlos II (Carlo) [1629-1665] Duque de M.& M. 1637 Duque de Nevers 1637               | Carlos II (Carlo) [1629-1665] Duque de M.& M. 1637 Duque de Nevers 1637               |                                                                                       |                                                                                       | Isabel Clara de Habsburgo (Isabella Clara) [1629-1685]                                | Isabel Clara de Habsburgo (Isabella Clara) [1629-1685]                                | Isabel Clara de Habsburgo (Isabella Clara) [1629-1685] | Isabel Clara de Habsburgo (Isabella Clara) [1629-1685] | Isabel Clara de Habsburgo (Isabella Clara) [1629-1685]                                                                        | Isabel Clara de Habsburgo (Isabella Clara) [1629-1685]                                                                        | | | | |  |  |  |  |  |  |  |  |  |  |  |  |  |  |  |  |  |  |  |  |  |  |  |  |  |  |  |  |  |  |  |  |  |  |  |  |  |  |  |  |
|  |  | | | | | | |                                                                 |                                                                 | | | | | | |                                                                                |                                                                                |                                                                                |                                                                                |                                                                   |                                                                   |                                                                                      |                                                                                      |                                                                                      |                                                                                      |                                                                                       |                                                                                       |                                                                                       |                                                                                       |                                                                                       |                                                                                       |                                                        |                                                        | | | | | | |  |  |  |  |  |  |  |  |  |  |  |  |  |  |  |  |  |  |  |  |  |  |  |  |  |  |  |  |  |  |  |  |  |  |  |  |  |  |  |  |
|  |  | | | | | | |                                                                 |                                                                 | Leonor da Áustra (Eleonore von Österreich) [1653-16169] c.c. (1) Miguel I da Polónia c.c.(2) Carlos V da Lorena | Leonor da Áustra (Eleonore von Österreich) [1653-16169] c.c. (1) Miguel I da Polónia c.c.(2) Carlos V da Lorena | Leonor da Áustra (Eleonore von Österreich) [1653-16169] c.c. (1) Miguel I da Polónia c.c.(2) Carlos V da Lorena | Leonor da Áustra (Eleonore von Österreich) [1653-16169] c.c. (1) Miguel I da Polónia c.c.(2) Carlos V da Lorena | Leonor da Áustra (Eleonore von Österreich) [1653-16169] c.c. (1) Miguel I da Polónia c.c.(2) Carlos V da Lorena | Leonor da Áustra (Eleonore von Österreich) [1653-16169] c.c. (1) Miguel I da Polónia c.c.(2) Carlos V da Lorena |                                                                                |                                                                                |                                                                                |                                                                                |                                                                   |                                                                   |                                                                                      |                                                                                      |                                                                                      |                                                                                      | Fernando Carlos I (ou Carlos III) (Ferdinando Carlo) [1652-1708] Duque de M.& M. 1665 | Fernando Carlos I (ou Carlos III) (Ferdinando Carlo) [1652-1708] Duque de M.& M. 1665 | Fernando Carlos I (ou Carlos III) (Ferdinando Carlo) [1652-1708] Duque de M.& M. 1665 | Fernando Carlos I (ou Carlos III) (Ferdinando Carlo) [1652-1708] Duque de M.& M. 1665 | Fernando Carlos I (ou Carlos III) (Ferdinando Carlo) [1652-1708] Duque de M.& M. 1665 | Fernando Carlos I (ou Carlos III) (Ferdinando Carlo) [1652-1708] Duque de M.& M. 1665 |                                                        |                                                        | | | | | | |  |  |  |  |  |  |  |  |  |  |  |  |  |  |  |  |  |  |  |  |  |  |  |  |  |  |  |  |  |  |  |  |  |  |  |  |  |  |  |  |

Legenda:
- c.c. = casou com

## Galeria

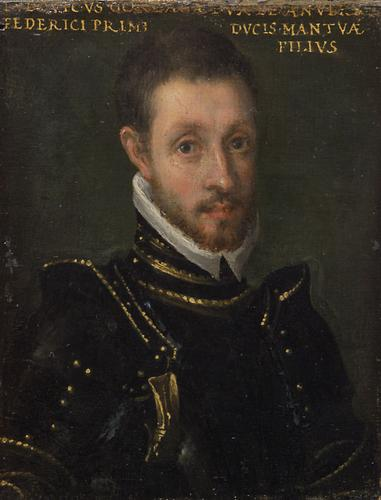
Luís Gonzaga, Duque de Nevers
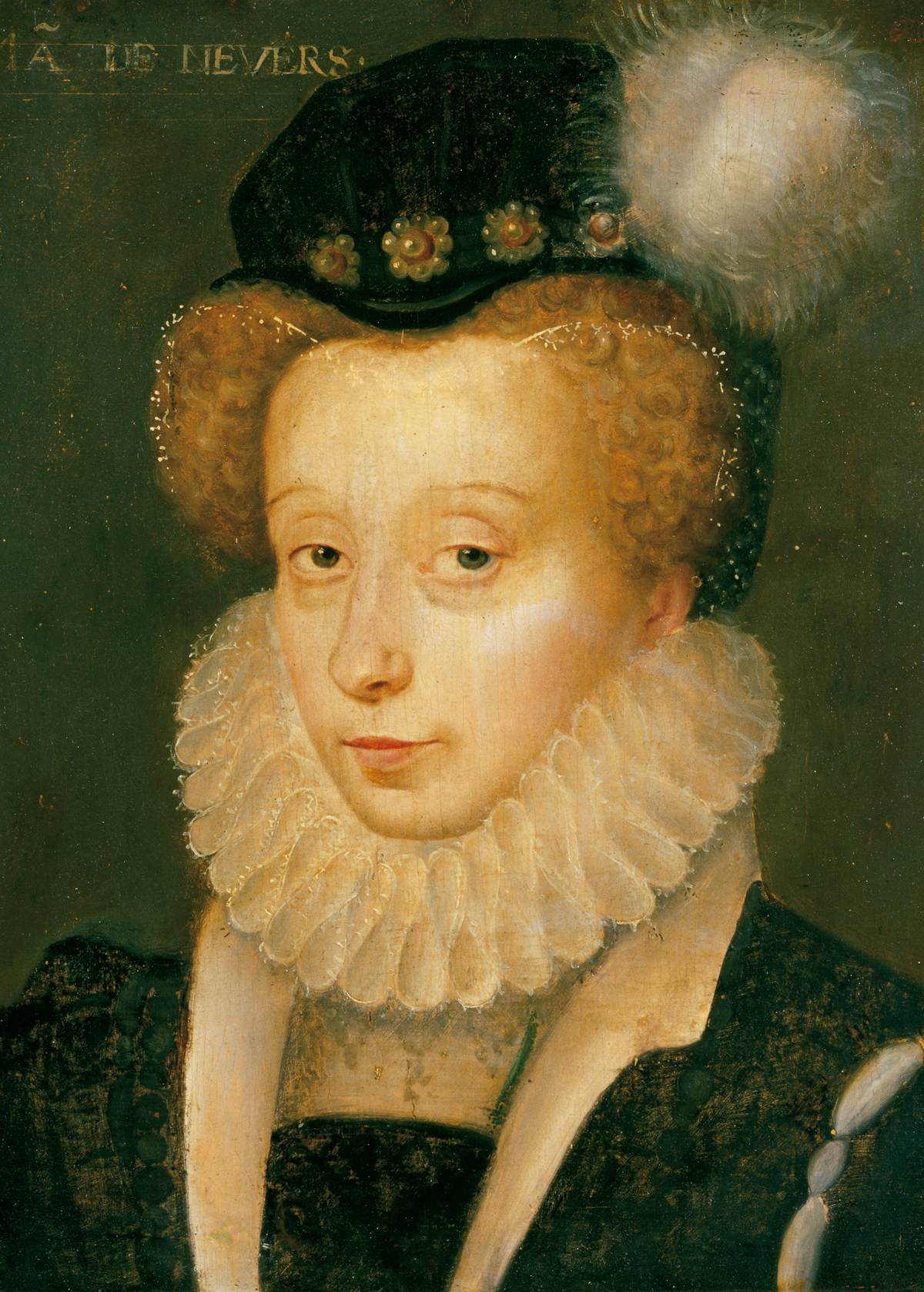
Henriqueta de Nevers
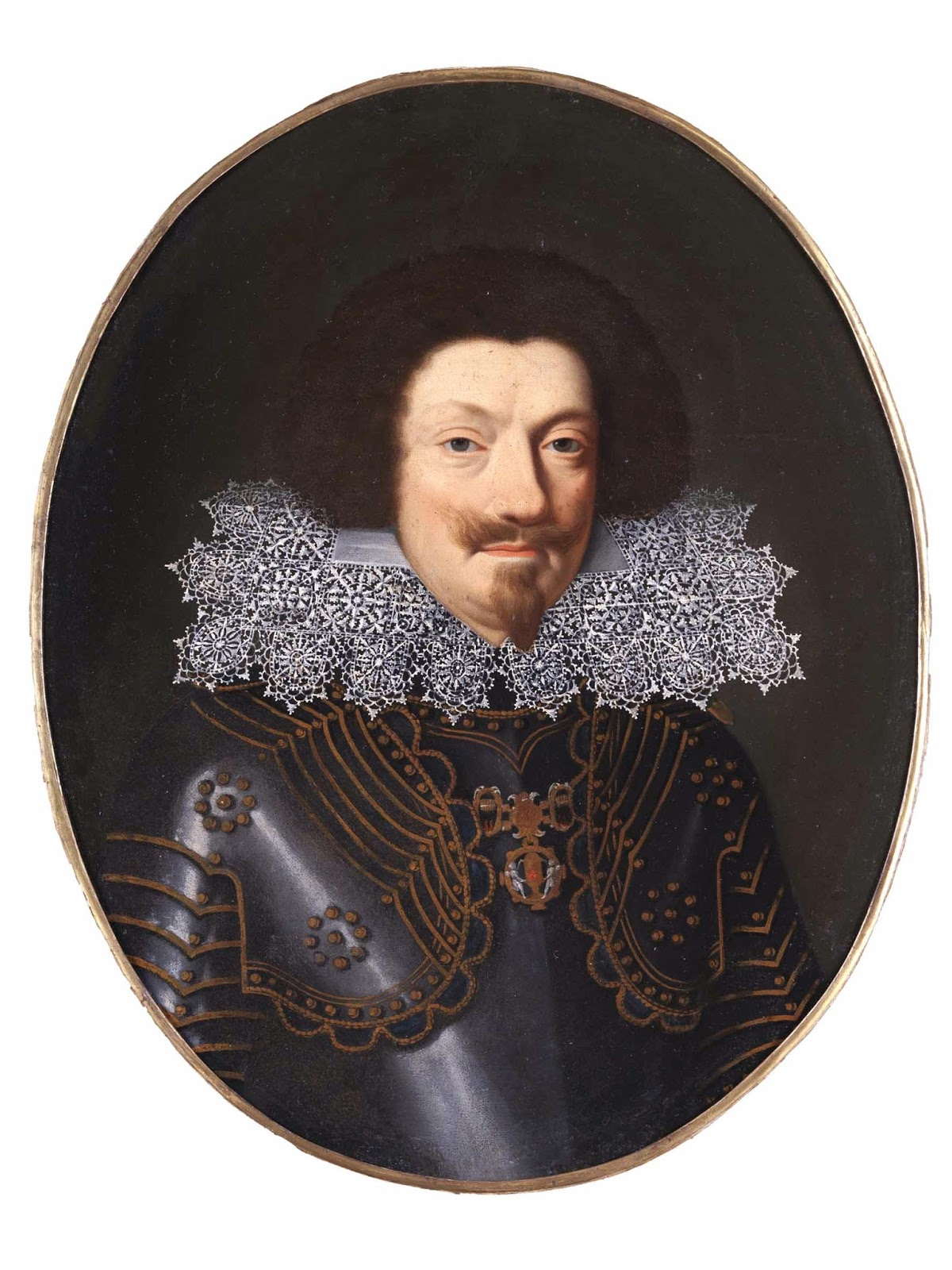
Carlos I de Mântua
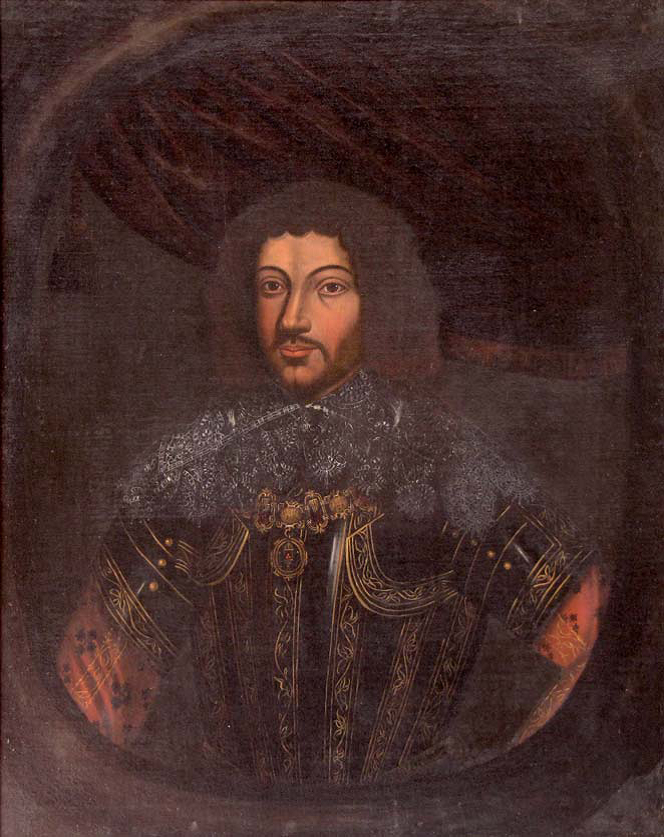
Carlos de Gonzaga-Nevers, Duque de Mayenne
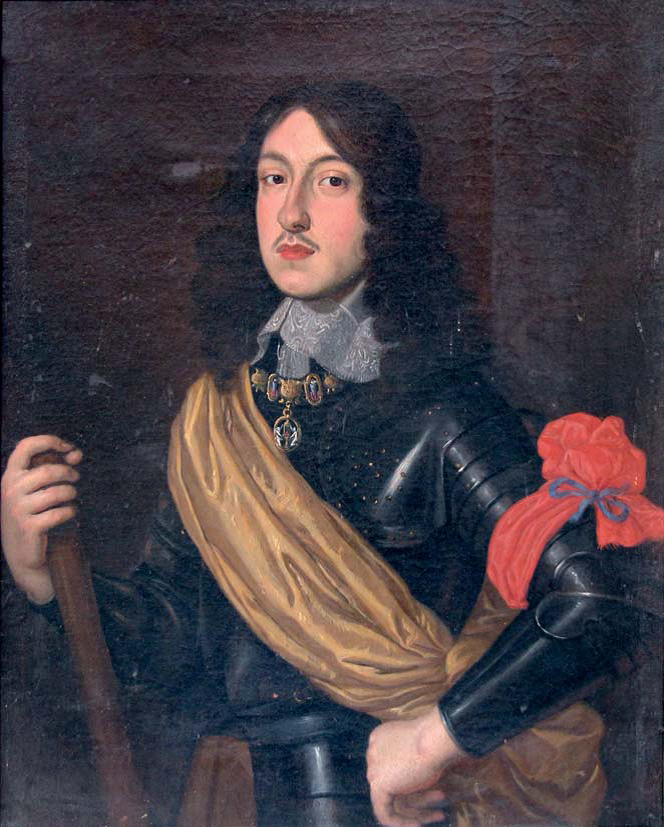
Carlos II de Mântua
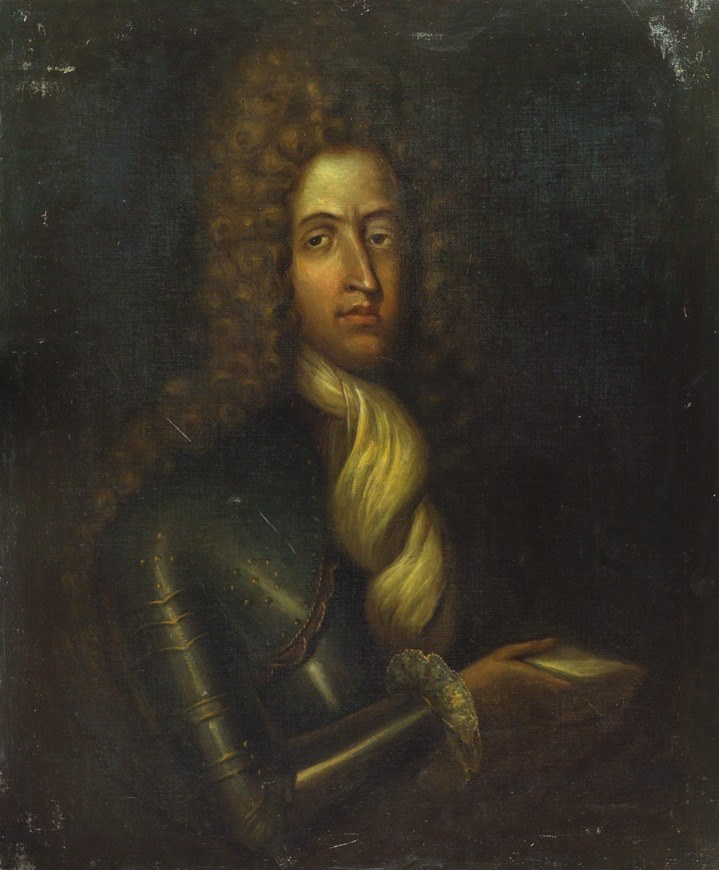
Fernando Carlos I Gonzaga, Duque de Mântua e de Monferrato.
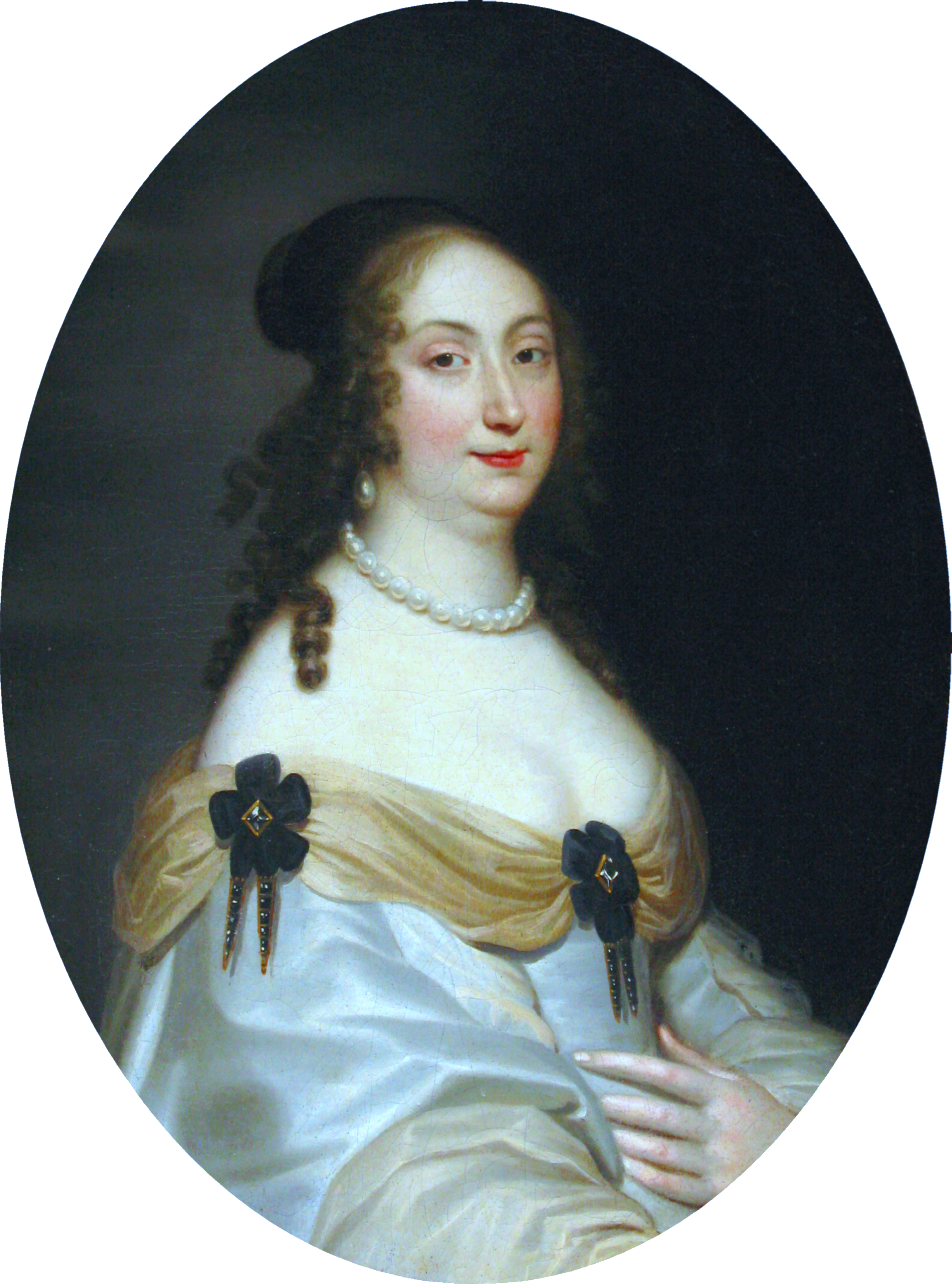
Maria Luísa Gonzaga, Rainha da Polónia
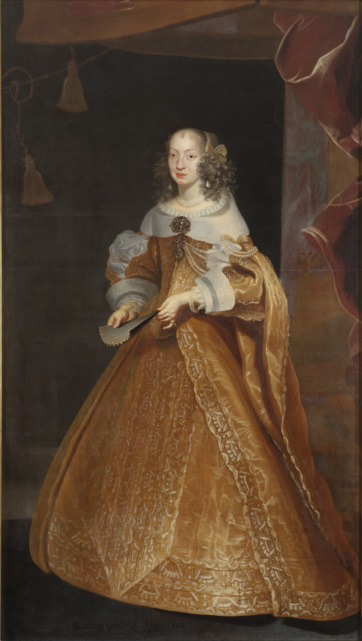
Leonor Gonzaga, Sacra-Imperatriz